# Katla
För andra betydelser, se Katla (olika betydelser).
Katla (lyssna (fil)) är en aktiv subglacial vulkan på södra Island. Vulkanen är belägen norr om Vík och öster om den mindre glaciären Eyjafjallajökull. Toppen befinner sig 1 512 meter över havet och är delvis täckt av den 595 kvadratkilometer stora glaciären Mýrdalsjökull (vilken har en tjocklek på mellan 200 och 700 meter).
Katlas Kaldera har en diameter på mellan 10 och 14 kilometer och är 750 meter djup. Katla har vanligtvis utbrott med 40 till 80 års mellanrum, medan den nuvarande perioden som vilande är den längsta i historisk tid. Det senaste större utbrottet ägde rum 1918. Laharen som skapades vid utbrottet år 1918 gjorde att kustlinjen flyttades fem kilometer ut i havet. Katla kan ha haft två mindre utbrott 1955 och 1999, vilka aldrig bröt glaciärisen.
Sedan år 822–823 har vulkanen haft 17 dokumenterade utbrott. Den vulkaniska klyftan Eldgjá är en del av samma vulkaniska system som Katla.
Katla är ett av de viktigaste vulkansystemen för tefrokronologisk datering, då den vid flera explosiva utbrott under kvartärperioden spridit tefra över Nordatlanten och angränsande landområden. Ett sådant viktigt tefralager är Veddeaskan som spreds ut vid ett utbrott som Katla hade för cirka 12 100 år sedan, då mer än 6-7 kubikkilometer tefra trängde upp.
Katla har sedan 1999 visat tecken på att vakna till liv och geologer tror att ett utbrott inom den närmaste tiden inte är otänkbart. Övervakningen har intensifierats än mer efter utbrottet i mars 2010 hos vulkanen under Eyjafjallajökull. Utbrottet hos Eyjafjallajökull under mars och april 2010 gör att vissa geofysiker befarar att det kan utlösa ett utbrott på Katla.  Under de senaste 1 000 åren har alla de tre kända utbrotten hos Eyjafjallajökull följts av att även Katla har haft utbrott.
Under utbrottet 1755 skapades ett jökellopp som uppskattas ha haft ett medelflöde på 200 000–400 000 kubikmeter per sekund. Som jämförelse kan nämnas att medelflödet hos Amazonfloden är ungefär 219 000 kubikmeter per sekund. Jökelloppen smällte nästan hela Mýrdalsjökull.

## Större utbrott

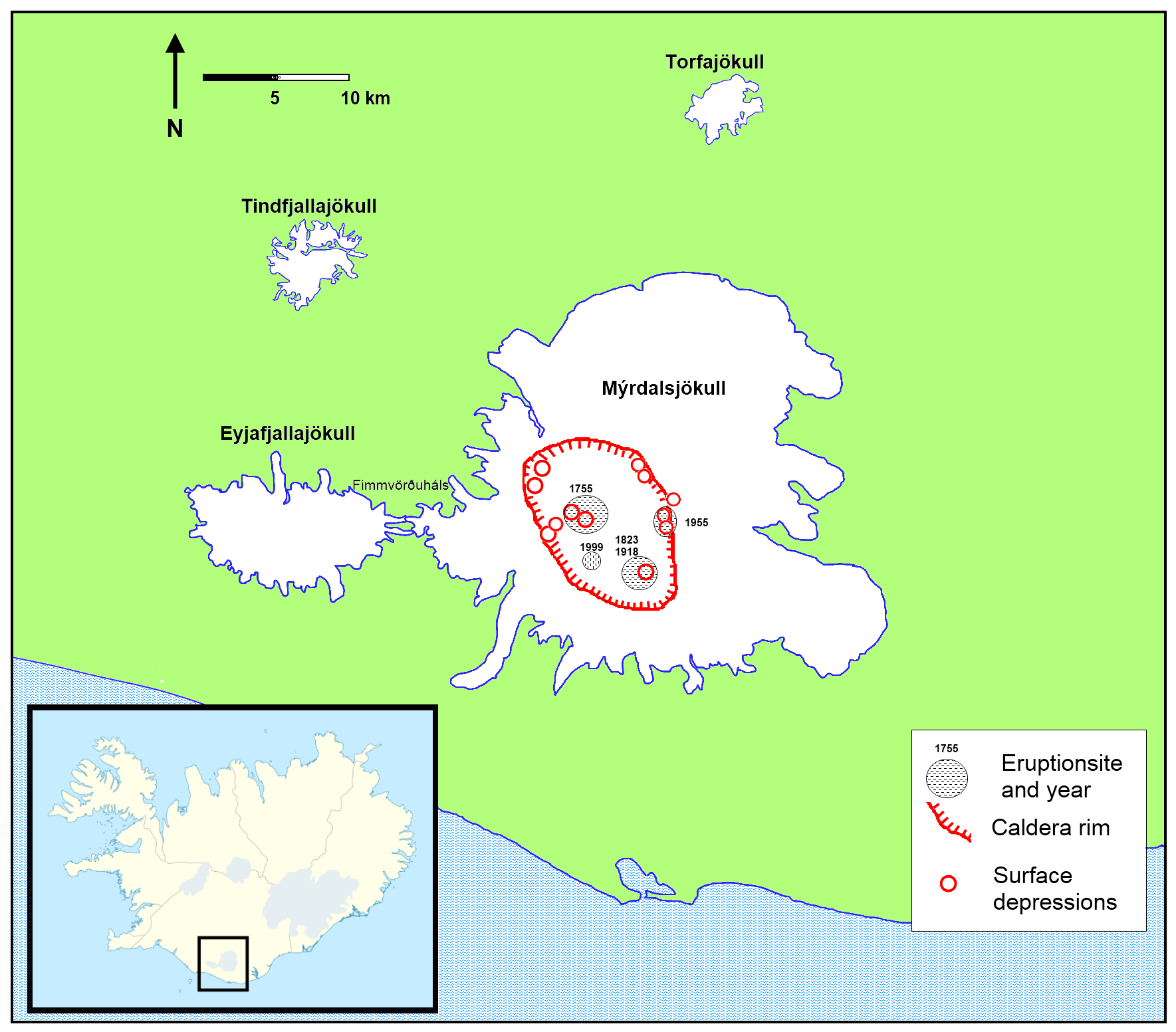
Kalderans läge och tidigare utbrott

- 1918 – VEI-4 eller VEI-5
- 1860 – VEI-4
- 1823 – VEI-3
- 1755 – VEI-5
- 1721 – VEI-5
- 1660 – VEI-4
- 1625 – VEI-5
- 1612 – VEI-4
- 1580 – VEI-4
- 934 – VEI-5 eller VEI-6
- 822–823

## Bildgalleri

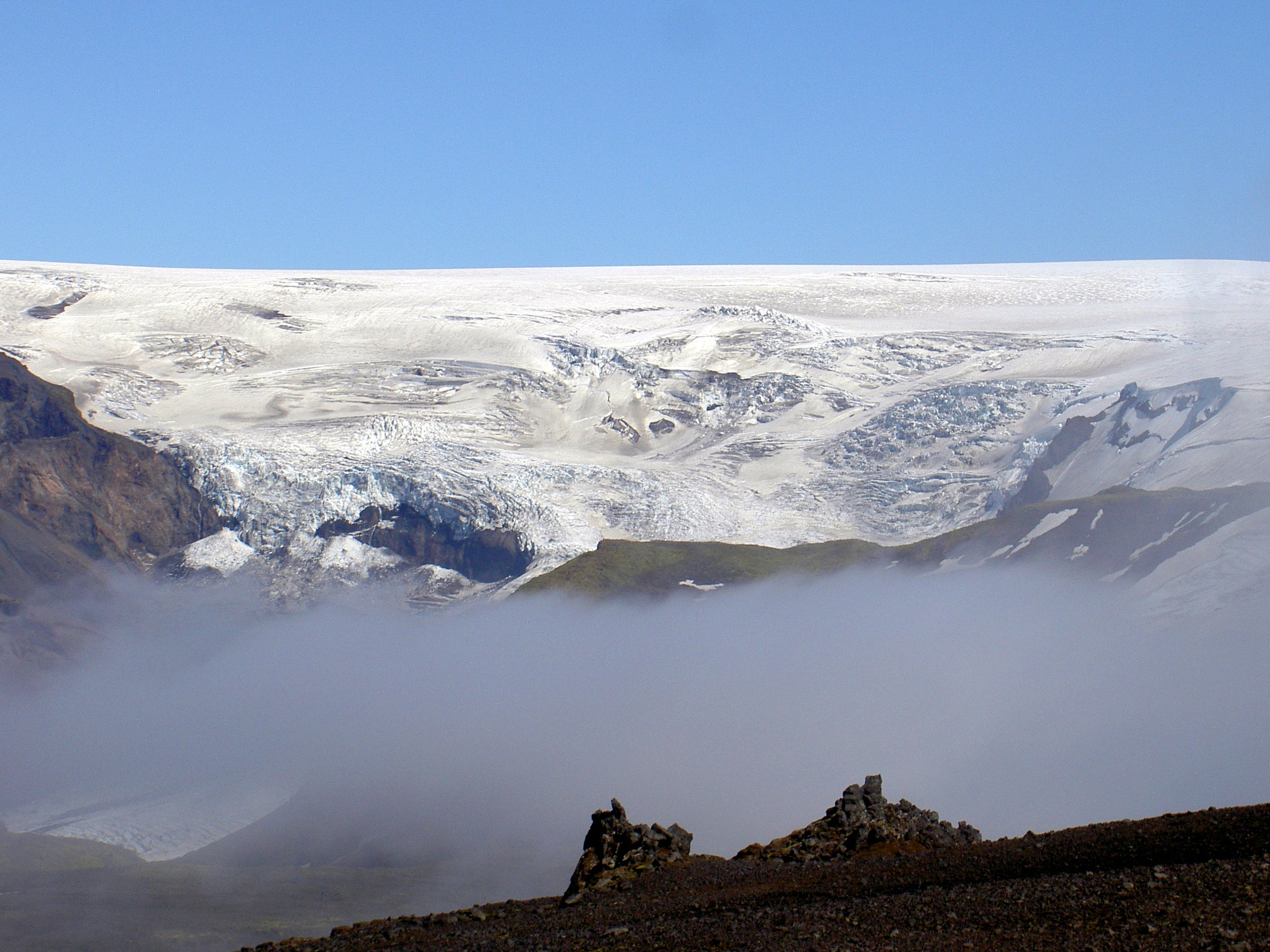
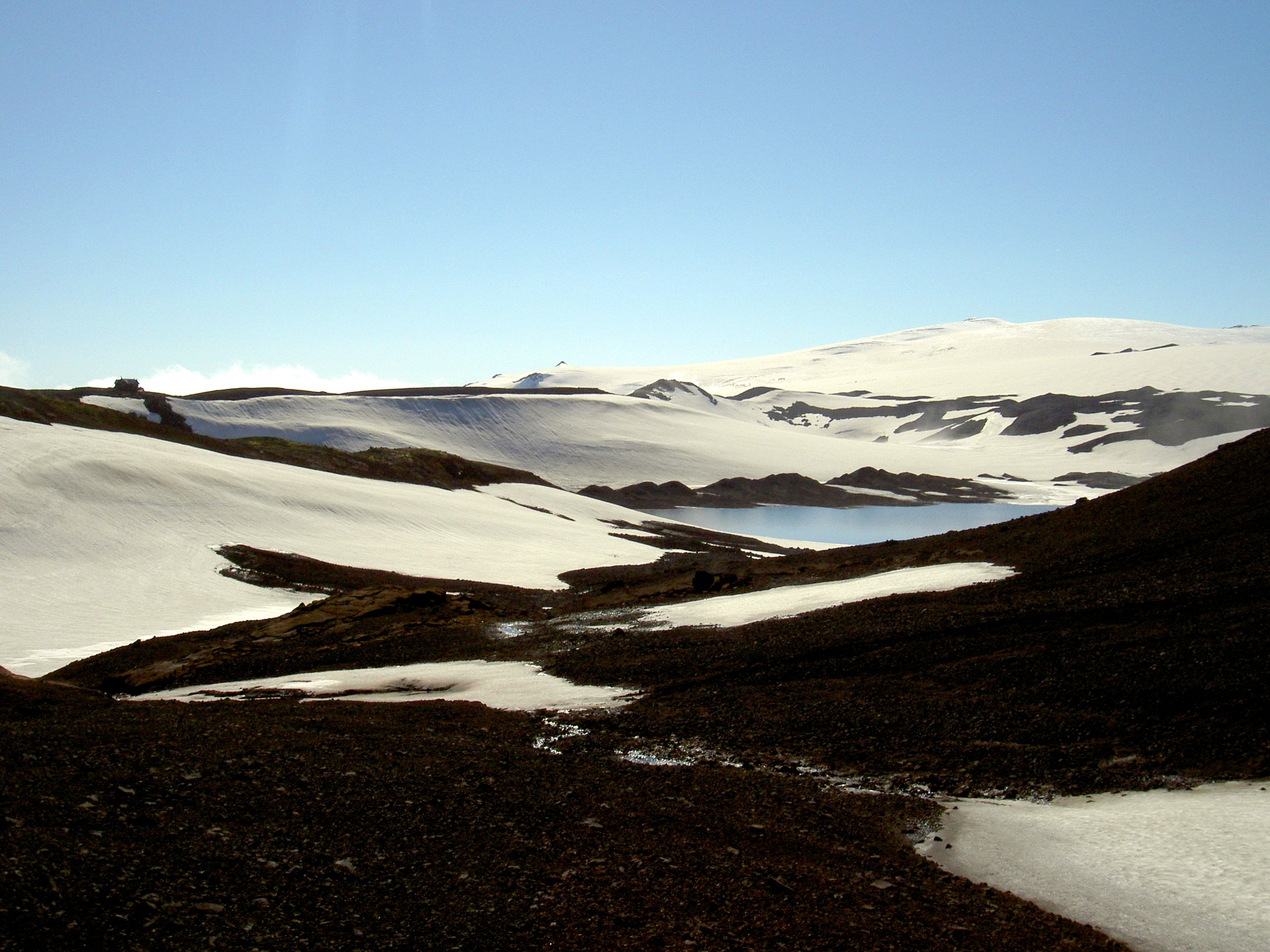
Mýrdalsjökull glaciär